# 아이언 셰프: 레전드에 도전하라
《아이언 셰프: 레전드에 도전하라》는 2022년 6월 15일부터 넷플릭스에서 방송된 셰프 경연 프로그램이다.